# 佩塞
佩塞（西班牙語：Pesé）是巴拿马埃雷拉省的一个城镇。